# Svetlana Abrossimova
Pour les articles homonymes, voir Abrossimova.
Svetlana Olegovna Abrossimova (en russe : Светлана Олеговна Абросимова), née le 9 juillet 1980 à Saint-Pétersbourg, en Russie, est une joueuse russe de basket-ball, évoluant au poste d'ailière.
Deux fois vainqueur de l'Euroligue (2005 et 2007) et une  fois de l'Eurocoupe (2013), elle remporte deux championnats d'Europe avec la Russie (2007 et 2011), termine deux fois deuxième (2005 et 2009) et une fois troisième (2009) et obtient également la médaille de bronze aux Jeux olympiques 2008.

## Biographie
Après des études universitaires effectuées chez les Huskies de l'université du Connecticut, carrière universitaire couronnée par un titre de champion NCAA en 1995, elle est sélectionnée en 7e position par le Lynx du Minnesota lors de la Draft WNBA 2001 malgré une blessure au pied.
Elle effectue en parallèle de sa carrière dans la ligue américaine une carrière en Europe, jouant parmi les grands clubs européens évoluant en Euroligue.
Elle fait également partie de la sélection russe, participant aux Jeux olympiques de 2000 et emportant deux médailles d'argent aux mondiaux en 2002 et 2006.
Pendant l'été 2012, elle rejoint le ŽBK Dynamo Moscou qui doit disputer l'Eurocoupe.
Elle prend sa retraite sportive à l'été 2013.

## Club

### NCAA
- Huskies du Connecticut (NCAA)

### WNBA
- 2001-2007 : Lynx du Minnesota
- 2008 : Sun du Connecticut
- 2010 : Storm de Seattle

### Europe
- 2001-2002  Gambrinus Sika Brno (République tchèque)
- 2002-2003  Famila Beretta Schio
- 2003-2004  UMMC Iekaterinbourg (Russie)
- 2004-2006 :  Samara
- 2007 :  Spartak région de Moscou
- 2007-2012:  UMMC Iekaterinbourg
- 2012-2013:  ŽBK Dynamo Moscou

## Palmarès

### Club
- Championne NCAA en 1995
- Vainqueur de l'Euroligue 2005 et 2007
- Championne de République tchèque 2002
- Championne de Russie 2005, 2006, 2007
- Championne WNBA 2010 avec le Storm

### Sélection nationale

#### Jeux olympiques d'été
- Médaille de bronze aux Jeux olympiques de 2008 à Pékin,  Chine
- 6e aux Jeux olympiques de 2000

#### Championnat du monde de basket-ball féminin
- Médaille d'argent du Championnat du monde 2006 au Brésil

#### championnat d'Europe
- Médaille d'or au Championnat d'Europe 2011 en Pologne[4]
- Médaille d'or au Championnat d'Europe 2007 en Italie
- Médaille d'argent au Championnat d'Europe 2009 en Lettonie
- Médaille d'argent du championnat d'Europe 2005 en Turquie
- Médaille de bronze du championnat d'Europe 1999 en Pologne
- Éliminée en quart de finale du championnat d'Europe 1997

### Distinctions personnelles
- Élue MVP du championnat d'Europe 1997
- Sélectionnée en 7e position lors de la Draft WNBA 2001